# Alfred von Lewinski (général, 1862)
Ne doit pas être confondu avec Alfred von Lewinski.
Alfred Eduard August Hermann von Lewinski (né le 21 décembre 1862 à Prenzlau et mort le 21 septembre 1914 à Chauny, France) est un général de division prussien et commandant de la 33e brigade d'infanterie.

## Biographie

### Origine
Alfred est le fils du général d'infanterie prussien Alfred von Lewinski (1831–1906) et de son épouse Anna Dorothea, née Pehlemann (1837–1891). Deux de ses frères, Wilhelm (1867-1942) et Felix (1869-1936), atteignent également le grade de général de division.

### Carrière militaire
Après les lycées de Francfort-sur-l'Oder et d'Altona ainsi que les maisons de cadets de Plön (de), Berlin et Lichterfelde, Lewisnkie est transféré au bataillon de tirailleurs de la Garde (de) de l'armée prussienne en tant que sous-lieutenant le 16 avril 1881. Du 25 septembre 1884 au 12 mars 1888, il est adjudant du bataillon et d'octobre 1888 à juin 1891, il étudie à l'Académie de guerre pour se perfectionner. Il est promu premier lieutenant à la fin du mois de mars 1890 et est commandé au Grand État-Major du 29 mars au 1er avril 1892. Tout en conservant ce commandement, il est transféré au 7e régiment de grenadiers le 14 septembre 1893. Après avoir été affecté au Grand État-Major avec sa promotion au grade de capitaine, Lewinski est nommé au commandement général du 16e corps d'armée et est nommé au Grand État-major général le 18 août 1895. Du 17 avril 1897 au 1er juin 1898, il sert comme commandant de compagnie au 128e régiment d'infanterie (de) à Dantzig. Affecté par la suite au Grand État-Major, Lewinski est muté le 24 octobre 1898 au poste à la suite de son régiment comme officier affecté au Grand État-Major.
Le 14 janvier 1900, il est affecté sur le terrain comme commandant de compagnie au 38e régiment de fusiliers à Glatz. Lewinski est transféré au Grand État-major général en tant que major le 1er avril 1901. À partir de la mi-juin 1901, il est affecté à l'état-major de la 28e division d'infanterie à Karlsruhe et au poste de commandement de Posen. Le 22 mai 1904, il devient commandant du 1er bataillon du 55e régiment d'infanterie. Le 1er mars 1907, il fut admis comme chevalier honoraire dans l'Ordre de Saint-Jean et, à partir du 11 septembre 1907, il sert comme lieutenant-colonel dans l'état-major du 11e régiment de grenadiers. Là, il est promu colonel le 16 novembre 1910 et le 21 février 1911, il devient commandant du 32e régiment d'infanterie à Meiningen . Avec sa promotion au grade de major général, Lewinski prend le commandement de la 33e brigade d'infanterie stationnée à Altona le 1er octobre 1913.
Après le déclenchement de la Première Guerre mondiale, Lewinski dirige sa grande unité au sein de la 17e division d'infanterie à Mons, Esternay, Boissey, Hongaarde et Bitry. Il reçoit la croix de fer de 2e classe et est grièvement blessé le 20 septembre 1914 lors de la prise de Nampcel dans le nord de la France. Il succombe à ces blessures un jour plus tard à Chauny.

### Famille
Lewinski se marie avec Gertrud Wilberg (née en 1871) le 8 octobre 1893 à Görlitz. Le mariage donne naissance aux filles Ruth (née en 1896), Ursula (née en 1900) et Waltraud (née en 1908).